# Juego fuerte
En teoría de juegos cooperativos, un juego fuerte (en inglés, strong game) es un juego simple en que el complemento de cada una de sus coaliciones perdedoras es una coalición ganadora.
Formalmente, dado un juego simple (N,W), donde N es un conjunto finito de jugadores y L = ℘(N)/W el conjunto de sus coaliciones perdedoras (℘ es el conjunto potencia, por lo tanto en este contexto, una coalición es perdedora si no es ganadora), entonces este juego es fuerte si se cumple que para toda coalición perdedora Y perteneciente a L, su complemento Yc pertenece a W, el conjunto de coaliciones ganadoras.
Esta, al igual que los juegos propios, es una clase de juegos simples muy importante, tal y como describen los investigadores A.D. Taylor y S. Zwicker en un importante libro del área:

«Some authors who view simple games as models of voting systems have little interest in simple games that are not proper (...) A less vigorous argument is sometimes raised against games that are not strong»
A.D. Taylor y S. Zwicker

Que en español significa: «Algunos autores que ven a los juegos simples como modelos de sistemas de votación sienten poco interés por juegos simples que no son propios (...) Un argumento menos vigoroso es a veces utilizado en contra de los juegos que no son fuertes».

## Historia
De estos juegos se habla por primera vez en el libro Theory of Games and Economic Behavior, escrito por el matemático John von Neumann y el economista Oskar Morgenstern en 1944. Más tarde, son retomados por el matemático John R. Isbell en 1956, siendo definidos formalmente en 1959.

## Propiedades
- Si un juego es fuerte o propio, entonces es dual comparable.[1]
- Si un juego es fuerte y propio, entonces es decisivo (o auto-dual).[1]
- Un juego es fuerte si y sólo si su dual es propio.[1]